# Secretaría General de Investigación
La Secretaría General de Investigación (SGI) de España es el órgano directivo del Ministerio de Ciencia, Innovación y Universidades, adscrito a la Secretaría de Estado de Ciencia, Innovación y Universidades, que se encarga de dirigir las competencias atribuidas al departamento en materia científica y de investigación y desarrollo; así como impulsar y coordinar las relaciones con las comunidades autónomas y las corporaciones locales en estas materias.
Por otra parte, también asume la gestión de los premios nacionales en materia de investigación, y ejerce la dirección estratégica del Consejo Superior de Investigaciones Científicas (CSIC), el Instituto de Salud Carlos III (ISCIII), y el Centro de Investigaciones Energéticas, Medioambientales y Tecnológicas (CIEMAT).

## Historia
Los orígenes de la Secretaría General se remontan al gobierno de José María Aznar en mayo de 2000. Con anterioridad a esta reforma, entre 1976 y 1986 asumía las competencias de coordinación y fomento científico la Dirección General de Política Científica y entre 1986 y 1995 correspondía esta labor a la Dirección General de Investigación Científica y Técnica y desde ese año hasta la reforma del 2000, a la Secretaría General del Plan Nacional de Investigación Científica y Desarrollo Tecnológico.
Con la reforma ministerial del año 2000, se creó la Secretaría General de Política Científica, que tenía como objetivo principal la «coordinación de las actuaciones relativas a las grandes instalaciones científicas de carácter estatal».
El nuevo gobierno de José Luis Rodríguez Zapatero resultante de las elecciones generales de 2004 fusionó los ministerios de educación y ciencia y mantuvo la secretaría general bajo la denominación de Secretaría General de Política Científica y Tecnológica y tenía como órganos superior de gestión a la Dirección General de Investigación y a la Dirección General de Política Tecnológica. En 2008 se creó de nuevo el Ministerio de Ciencia con la misma secretaría general, sin embargo, al año siguiente la secretaría general fue suprimida y sus funciones repartidas en diversos órganos nuevos.
En el año 2012 se suprimió el ministerio y sus competencias científicas y de innovación pasaron al Ministerio de Economía y Competitividad que creó la Secretaría General de Ciencia, Tecnología e Innovación que asumía parte de las funciones. Ya en 2015, la creación de la Agencia Estatal de Investigación provocó una nueva reforma que cambió la denominación a Secretaría General de Ciencia e Innovación.
El cambio de gobierno de 2018 renombró la secretaría general, siendo la heredera directa de la anterior Secretaría General de Ciencia e Innovación. Anteriormente, la Secretaría General dependía de la Secretaría de Estado de Investigación, Desarrollo e Innovación, sin embargo, con la reforma ministerial llevada a cabo por el Presidente Sánchez y, la intención de potenciar la investigación científica, no solo creó el nuevo Ministerio de Ciencia, Innovación y Universidades, sino que esta Secretaría General adquirió autonomía propia pasando a depender directamente del Ministro de Ciencia y encargándose en exclusiva del impulso científico en España.
En enero de 2020, la secretaría general se renombró como Secretaría General de Investigación y asumió las competencias de investigación que poseía la Dirección General de Investigación, Desarrollo e Innovación, mientras que las competencias sobre innovación de ese órgano pasaron a la Secretaría General de Innovación. Además, para una mejor gestión de sus funciones se creó una Dirección General de Planificación de la Investigación.
A finales de 2023, recuperó algunas de las competencias que antes había transferido a la Dirección General de Planificación de la Investigación, que se suprimió, en relación con grandes instalaciones científico-técnicas nacionales, así como las relativas a participación en este tipo de instalaciones de ámbito europeo, a través de una nueva Subdirección General de Consorcios, Organismos e Infraestructuras Científicas Internacionales.

## Estructura
Dependen de la Secretaría General de Investigación los siguientes órganos directivos:
- El Gabinete Técnico, como órgano de apoyo y asistencia inmediata a la Secretaría General de Investigación, con nivel orgánico de Subdirección General.
- La Subdirección General de Consorcios, Organismos e Infraestructuras Científicas Internacionales, a la que le corresponde el impulso de la participación española en los programas de fomento de la I+D+i promovidos por la Unión Europea, en el ámbito de sus competencias; así como la planificación estratégica, coordinación, desarrollo, seguimiento y representación de la participación española en grandes instalaciones y organismos científico-tecnológicos de carácter internacional.
- La Subdirección General de Grandes Instalaciones Científico-Técnicas, a la que le corresponde la planificación estratégica, coordinación, seguimiento y representación de grandes instalaciones científico-técnicas nacionales con comunidades autónomas, y la planificación estratégica, coordinación, seguimiento y representación de las actuaciones relativas a las grandes instalaciones científicas de carácter estatal, sin perjuicio de las competencias de otros órganos del departamento; la representación internacional de grandes instalaciones científico-técnicas españolas; y el apoyo a la coordinación, promoción y seguimiento de la investigación, desarrollo e innovación polar, orientada a la consecución de los objetivos y el aseguramiento de la aplicación de las disposiciones del Tratado Antártico y otros acuerdos internacionales.
- La Subdirección General de Organismos y Entidades Públicas de Investigación, a la que le coordinación de los organismos y entidades públicas vinculadas o dependientes de la Secretaría General.

### Organismos adscritos
- El Consejo Superior de Investigaciones Científicas (CSIC).

- El Instituto de Salud Carlos III (ISCIII).
- El Centro de Investigaciones Energéticas, Medioambientales y Tecnológicas (CIEMAT).

- El Instituto de Astrofísica de Canarias (IAC), que se relaciona con la Administración General del Estado a través de ésta Secretaría General.

## Presupuesto
La Secretaría General de Investigación tiene un presupuesto asignado de 5 519 218 840 € para el año 2023.
De acuerdo con los Presupuestos Generales del Estado para 2023, la SGI participa en dieciséis programas:
| N.º Programa                               | Programa | Dotación        | Ref.   |
| ------------------------------------------ | --- | --------------- | ------ |
| 143A                                       | Investigación científica a través del Centro Superior de Investigaciones Científicas | 3 110 000 €     | [ 6 ]  |
| 45DA                                       | Digitalización y conocimientos del patrimonio natural a través de la Centro de Investigaciones Energéticas, Medioambientales y Tecnológicas                                                           | 2 326 520 €     | [ 7 ]  |
| 45DA                                       | a través del Centro Superior de Investigaciones Científicas | 26 706 030 €    | [ 7 ]  |
| 45DC                                       | Restauración de ecosistemas e infraestructura verde a través del Centro Superior de Investigaciones Científicas                                                                                       | 440 000 €       | [ 8 ]  |
| 45ED                                       | Adaptación de la costa al cambio climático e implementación de las Estrategias Marinas y de los planes de ordenación del espacio marítimo a través del Centro Superior de Investigaciones Científicas | 4 000 000 €     | [ 9 ]  |
| 463A                                       | Investigación científica a través del Centro Superior de Investigaciones Científicas | 1 060 096 290 € | [ 7 ]  |
| 463B                                       | Fomento y coordinación de la investigación científica y técnica | 138 044 750 €   | [ 10 ] |
| 463B                                       | a través de la Dirección General de Planificación de la Investigación | 2 111 610 150 € | [ 10 ] |
| 463B                                       | a través de la Agencia Estatal de Investigación | 766 803 160 €   | [ 10 ] |
| 465A                                       | Investigación sanitaria a través del Instituto de Salud Carlos III | 328 047 450 €   | [ 11 ] |
| 467H                                       | Investigación energética, medioambiental y tecnológica a través del Centro de Investigaciones Energéticas, Medioambientales y Tecnológicas                                                            | 115 294 230 €   | [ 12 ] |
| 46QA                                       | Planes complementarios con CCAA a través del Centro Superior de Investigaciones Científicas | 27 654 660 €    | [ 13 ] |
| 46QB                                       | Fortalecimiento de las capacidades, infraestructuras y equipamientos de los agentes del SECTI a través de la Centro de Investigaciones Energéticas, Medioambientales y Tecnológicas                   | 26 490 970 €    | [ 14 ] |
| 46QB                                       | a través del Centro Superior de Investigaciones Científicas | 42 239 420 €    | [ 14 ] |
| 46QB                                       | a través de la Agencia Estatal de Investigación | 7 100 000 €     | [ 14 ] |
| 46QC                                       | Nuevos proyectos I+D+I Público Privados, etc a través de la Centro de Investigaciones Energéticas, Medioambientales y Tecnológicas                                                                    | 91 320 €        | [ 15 ] |
| 46QC                                       | a través del Instituto de Salud Carlos III | 66 390 €        | [ 15 ] |
| 46QC                                       | a través del Centro Superior de Investigaciones Científicas | 978 170 €       | [ 15 ] |
| 46QC                                       | a través de la Agencia Estatal de Investigación | 341 431 650 €   | [ 15 ] |
| 46QD                                       | Nueva carrera científica a través de la Centro de Investigaciones Energéticas, Medioambientales y Tecnológicas                                                                                        | 26 300 €        | [ 16 ] |
| 46QD                                       | a través del Instituto de Salud Carlos III | 52 600 €        | [ 16 ] |
| 46QD                                       | a través del Centro Superior de Investigaciones Científicas | 2 956 700 €     | [ 16 ] |
| 46QD                                       | a través de la Agencia Estatal de Investigación | 215 974 400 €   | [ 16 ] |
| 46QE                                       | Reforma de capacidades del sistema nacional de ciencia, tecnología e innovación: Transferencia de conocimiento a través del Centro Superior de Investigaciones Científicas                            | 268 000 €       | [ 17 ] |
| 46QF                                       | Reforma de capacidades del sistema nacional de ciencia, tecnología e innovación: Salud a través del Instituto de Salud Carlos III                                                                     | 159 117 050 €   | [ 18 ] |
| 46QF                                       | a través del Centro Superior de Investigaciones Científicas | 35 126 000 €    | [ 18 ] |
| 46QG                                       | Reforma de capacidades del sistema nacional de ciencia, tecnología e innovación: Medioambiente, cambio climático y energía a través del Centro Superior de Investigaciones Científicas                | 6 858 000 €     | [ 19 ] |
| 000X                                       | Transferencias internas a través de la Dirección General de Planificación de la Investigación | 4 222 970 €     | [ 20 ] |
| 000X                                       | a través de la Centro de Investigaciones Energéticas, Medioambientales y Tecnológicas | 478 650 €       | [ 20 ] |
| 000X                                       | a través del Instituto de Salud Carlos III | 248 660 €       | [ 20 ] |
| 000X                                       | a través del Centro Superior de Investigaciones Científicas | 2 671 950 €     | [ 20 ] |
| 000X                                       | a través de la Agencia Estatal de Investigación | 88 686 400 €    | [ 20 ] |
| Total presupuesto de la Secretaría General | Total presupuesto de la Secretaría General | 5 519 218 840 € |        |

## Secretarios generales
El secretario general es nombrado por el rey a propuesta del ministro competente, previa deliberación del Consejo de Ministros.
- Juan Junquera González (2000-2002) (1)
- Félix Ynduráin Muñoz (enero-septiembre de 2002) (1)
- Gonzalo León Serrano (2002-2004) (1)
- Salvador Barberà Sández (2004-2006) (2)
- Francisco José Marcellán Español (2006-2008) (2)
- José Manuel Fernández de Labastida y del Olmo (2008-2009) (2)
- Román Arjona Gracia (2012-2013) (3)
- María Luisa Poncela García (2013-2016) (3)(4)
- Juan María Vázquez Rojas (2016-2018) (4)
- Rafael Rodrigo Montero (2018-2021) (5)(6)
- Raquel Yotti Álvarez (2021-2023) (6)
- Eva Ortega Paíno (2023-presente) (6)

(1) Secretario General de Política Científica.

(2) Secretario General de Política Científica y Tecnológica.

(3) Secretario General de Ciencia, Tecnología e Innovación.

(4) Secretario General de Ciencia e Innovación.

(5) Secretario General de Coordinación de Política Científica.

(6) Secretario General de Investigación